# Friedewald (Moritzburg)

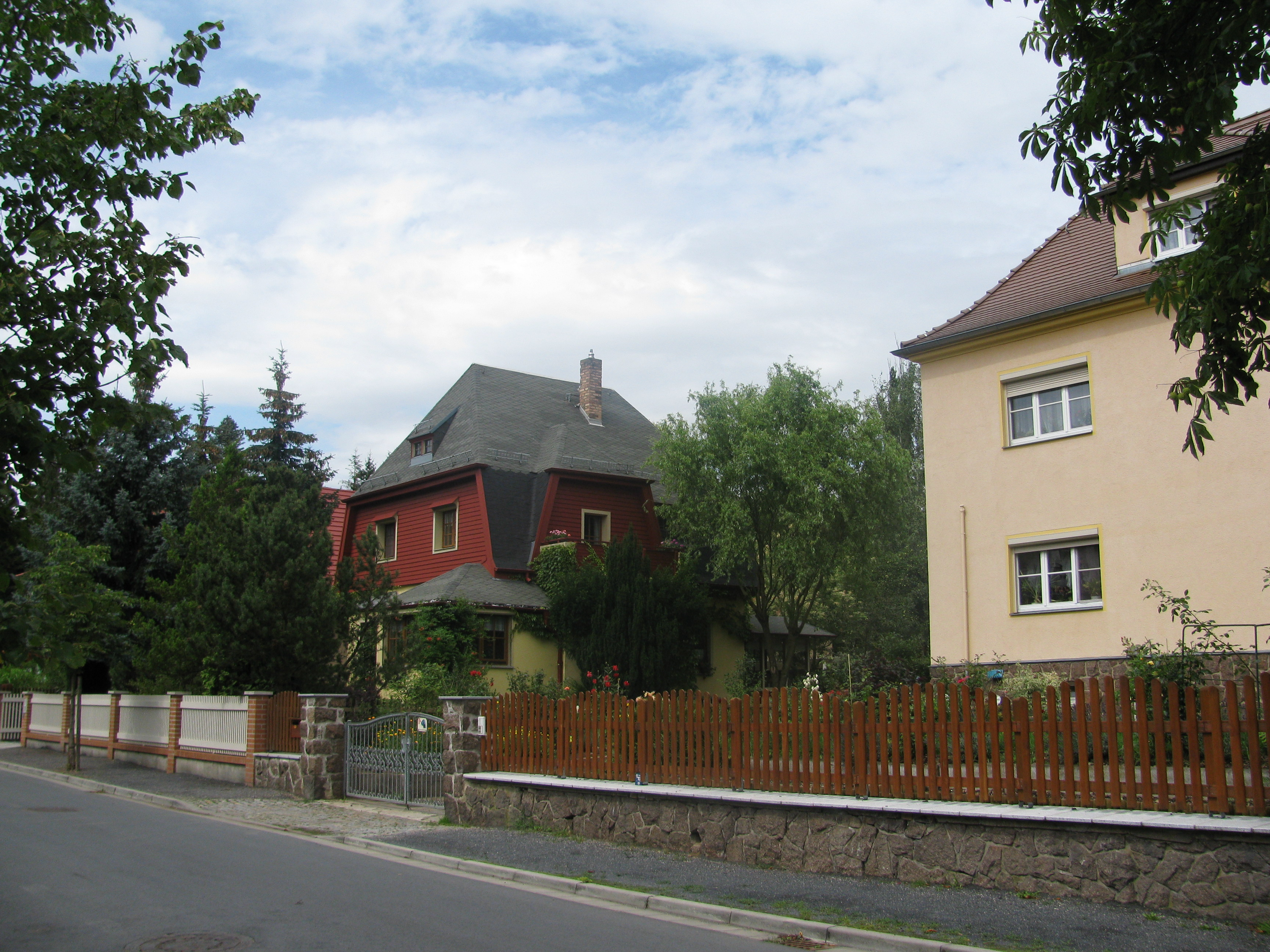
Villa in Buchholz

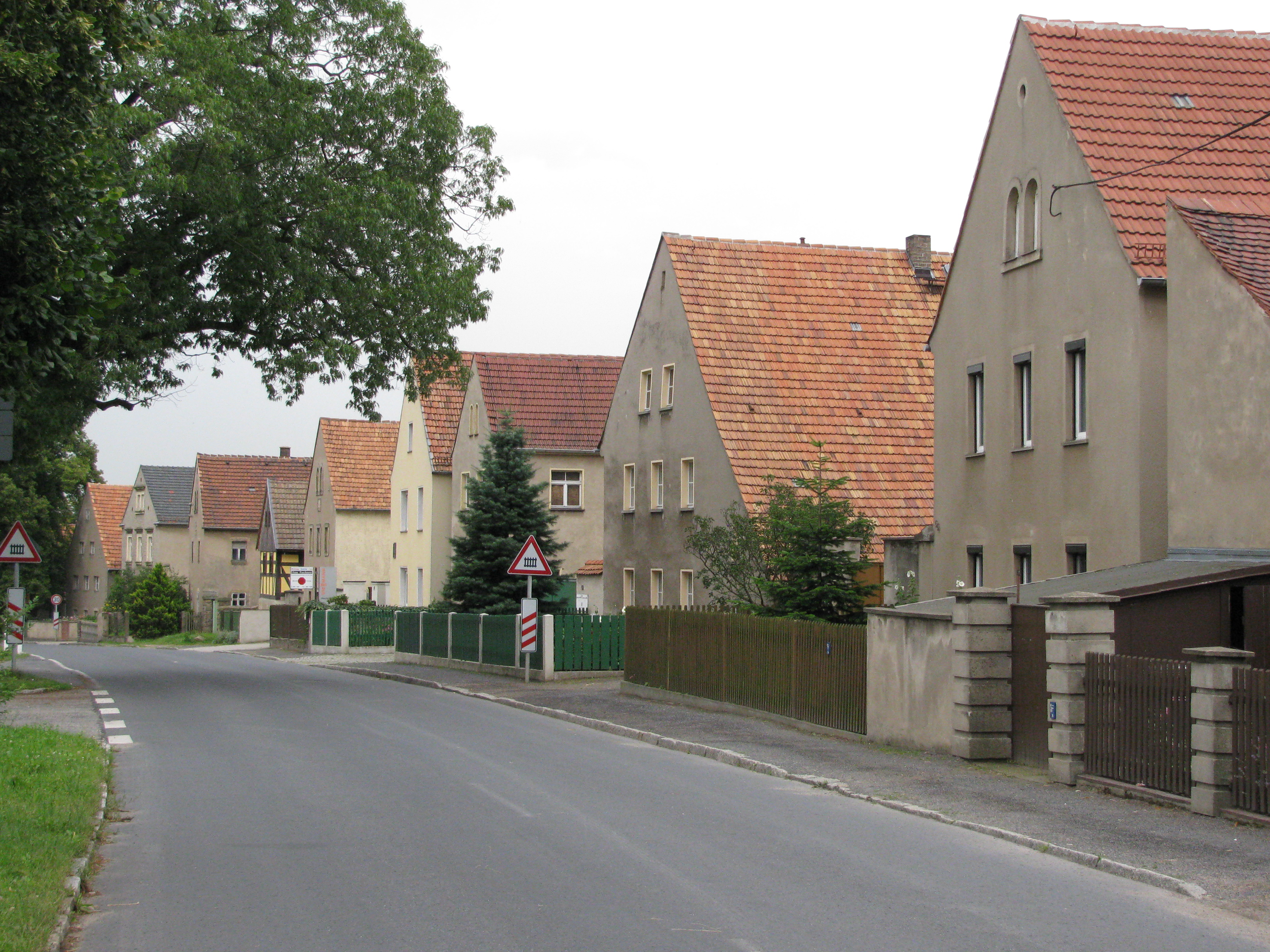
Dorfkern von Dippelsdorf

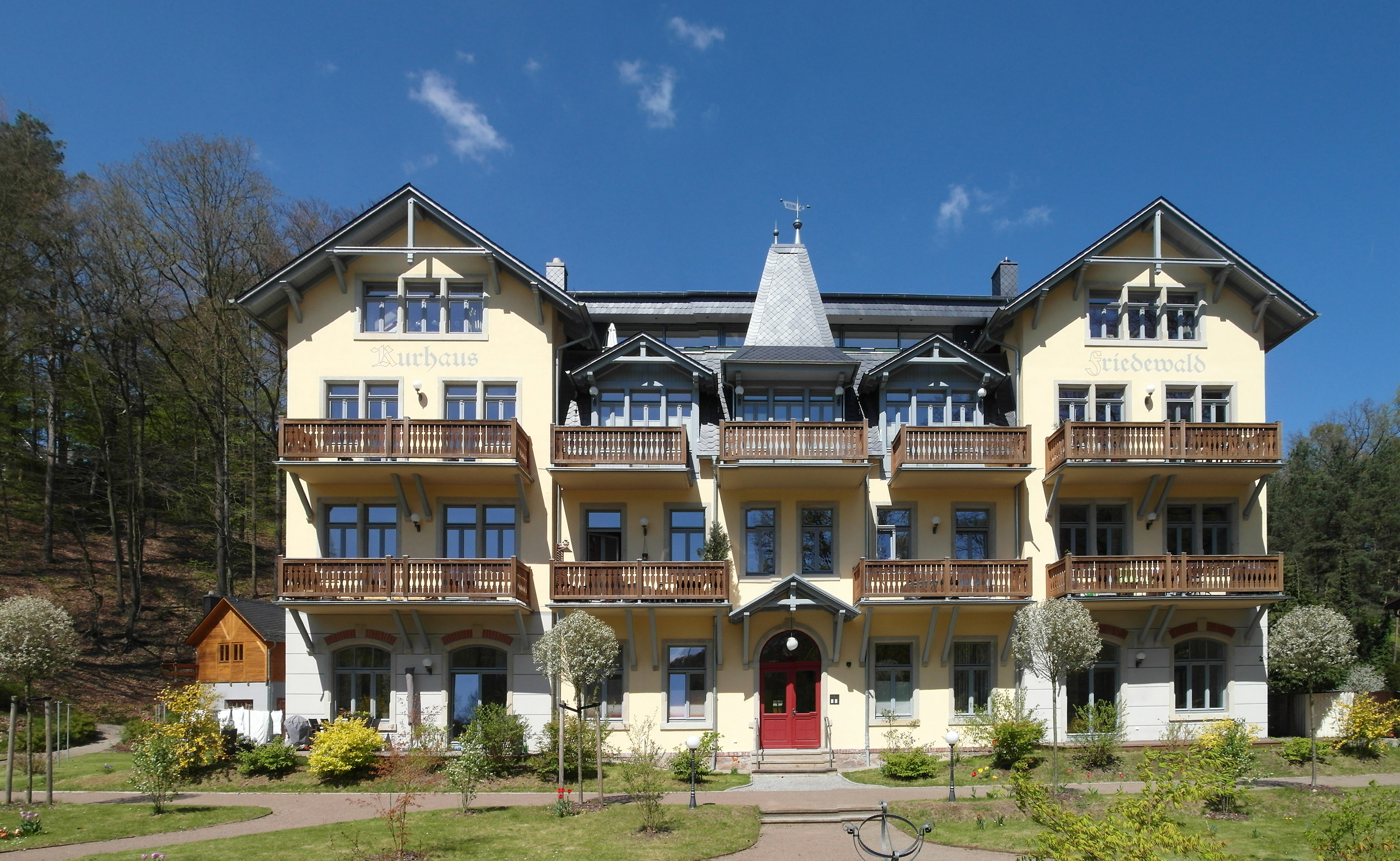
Kurhaus Friedewald 2017

Friedewald (früher auch Luftkurort Friedewald) ist ein Ortsteil der Gemeinde Moritzburg im Landkreis Meißen in Sachsen und besteht aus den beiden Orten Dippelsdorf und Buchholz.

## Geographie
Friedewald befindet sich im Südwesten des Moritzburger Gemeindegebiets. Nordöstlich benachbart liegt der Ortsteil Moritzburg beziehungsweise Eisenberg, südöstlich der Ortsteil Reichenberg, südwestlich der Radebeuler Stadtteil Kötzschenbroda-Oberort und nordwestlich Coswiger Gebiet.
Friedewald ist zweigeteilt in das bäuerlich-dörflich geprägte Dippelsdorf im nordöstlichen Hochland und die „bürgerliche“ Siedlung Buchholz am Rande des Lößnitzgrunds im Südwesten. Es liegt am Friedewald, von dem es auch seinen Namen hat, und hat im Dippelsdorfer Teich Anteil am Moritzburger Teichgebiet.
Beide Teile von Friedewald werden getrennt durch die Neubaustrecke der Staatsstraße 81, eine um 2006 errichtete Verbindung von Großenhain und Meißen zur A 4 (Anschlussstelle Dresden-Flughafen). Straßenverbindungen bestehen nach Radebeul-Niederlößnitz, über Radebeul-Lindenau nach Radebeul-West, zum Auer sowie über Boxdorf nach Dresden. Die Verkehrsgesellschaft Meißen bedient in Friedewald mehrere Haltestellen der Buslinien 400 und 475, außerdem hält die Lößnitzgrundbahn an zwei Haltepunkten im Ort.

## Geschichte

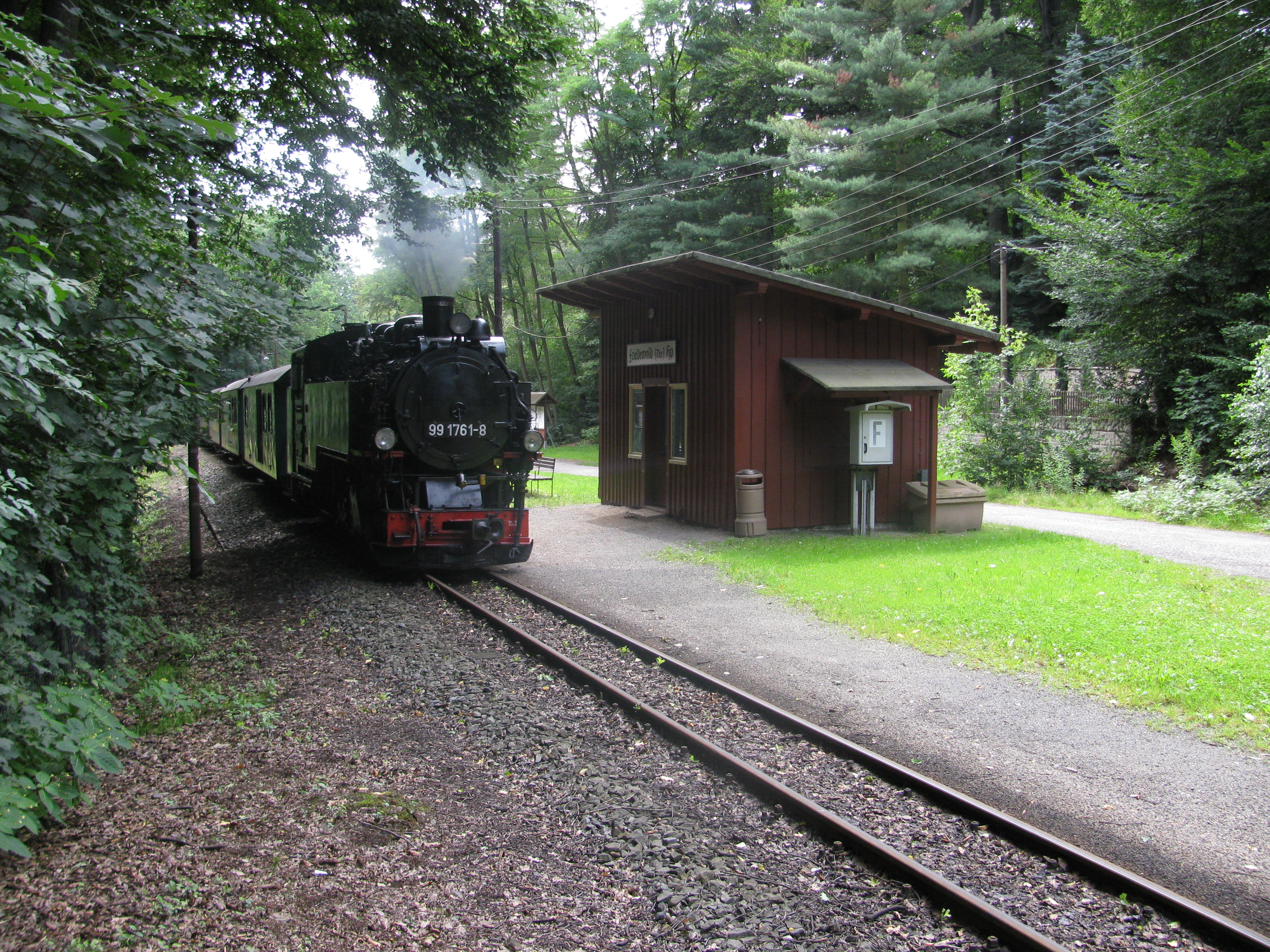
Zug der Lößnitzgrundbahn bei der Einfahrt in den Haltepunkt Friedewald

Der Name des Ortsteils stand zunächst für einen Wald, der unter anderem mit der Dresdner Heide den Grenzwald des Gaus Nisan bildete. Der Friedewald wird 1292 als „Fridewalt“, 1300 als „Fridwald“ und 1387 als „Frydewald“ erwähnt, was „eingefriedeter Wald“ bedeutet.
Südwestlich des alten fränkischen Kolonistendorfs Dippelsdorf bildete sich im 18. Jahrhundert die Häusergruppe Buchholz heraus. Auf Grundlage der Landgemeindeordnung von 1838 entstand die Landgemeinde „Dippelsdorf mit Buchholz“. Um 1900 wuchs Buchholz stark an und wurde zu einer Villensiedlung mit Kurbetrieb. Schnell hatte sie Dippelsdorf in ihrer Größe überflügelt. Dies trug 1940 zur Umbenennung der Landgemeinde „Dippelsdorf mit Buchholz“ in „Friedewald“ bei.
Die Gemeinde bezeichnete sich nach einer noch älteren Tradition selbst als „Luftkurort Friedewald“. Friedewald erhielt 1955 den Titel „staatlich anerkannter Erholungsort“, den der Luftkurort bis 2018 führte. Zentrale Einrichtungen waren das Kurhaus und der Kurpark im Ortsteil Buchholz sowie das Strandbad in Dippelsdorf, zudem wirkte sich auch die Nähe des Radebeuler Bilzbads aus. Die Eingemeindung Friedewalds nach Reichenberg erfolgte am 1. Januar 1994. Genau fünf Jahre später wurde die Gemeinde Reichenberg an Moritzburg angeschlossen.

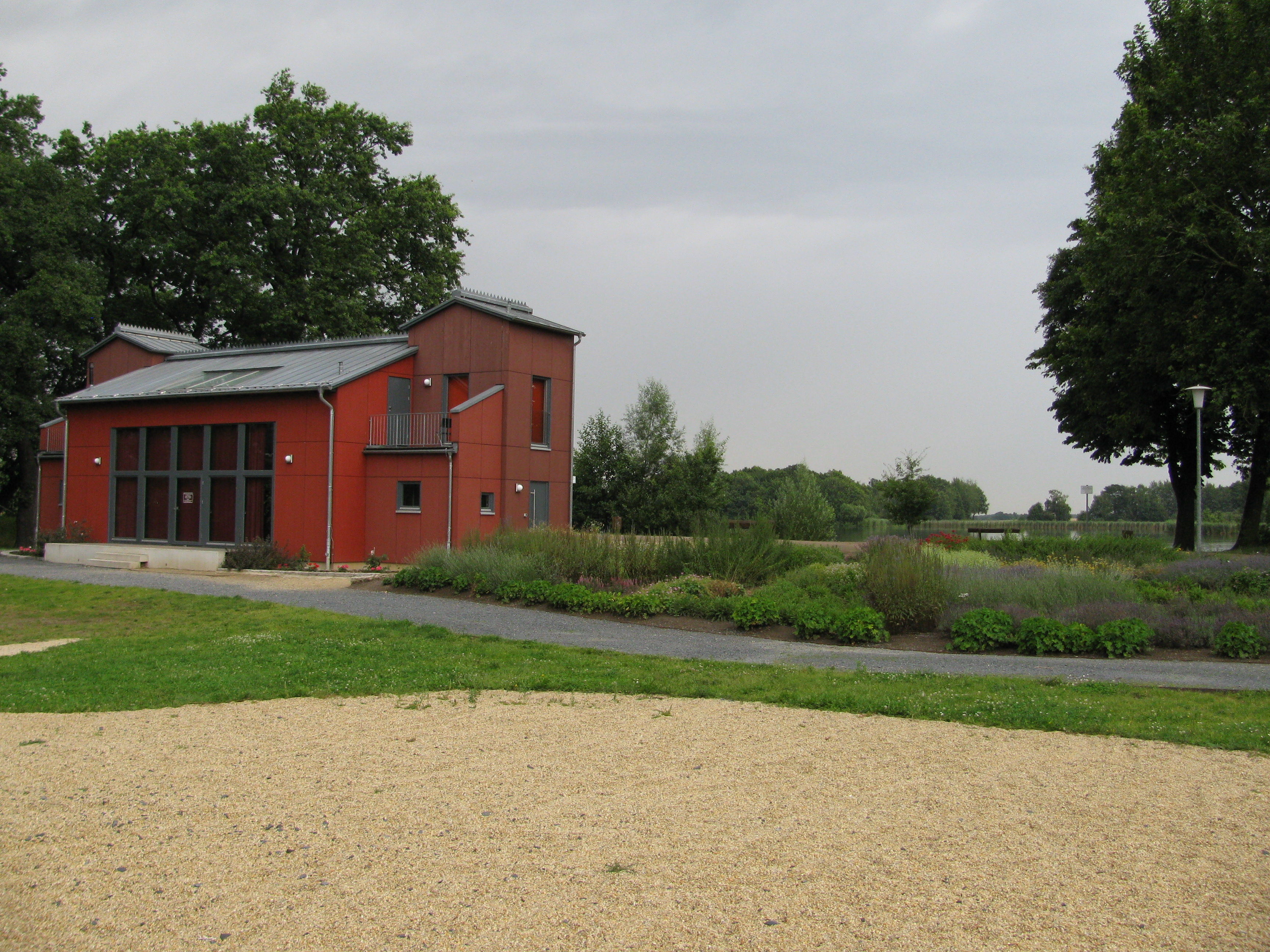
Rotes Haus am Strandbad Friedewald am Dippelsdorfer Teich

### Einwohnerentwicklung
| Jahr                                | Einwohner |
| ----------------------------------- | --------- |
| 1890 siehe Dippelsdorf und Buchholz | 302       |
| 1910                                | 567       |
| 1925                                | 677       |
| 1939                                | 869       |
| 1946                                | 1 103     |
| 1950                                | 1 119     |
| 1964                                | 1 076     |
| 1990                                | 833       |
| 2011                                | 1 106     |